# Behrungen
Behrungen este o comună din landul Turingia, Germania.
1. ↑  GeoNames